# Paimio
Paimio (/ˈpɑimio/), hay Pemar trong tiếng Thụy Điển, là một đô thị của Phần Lan từ năm 1316.
Vị trí ở tỉnh của Tây Phần Lan thuộc vùng Tây Nam Phần Lan. Đô thị này có dân số 10.103 người (31 tháng 7 năm 2008) và diện tích 240,15 km² trong đó có 0,83 km² là diện tích mặt nước. Mật độ dân số là 40,98 người trên mỗi km².
Dân đô thị này chỉ sử dụng tiếng Phần Lan